# ياسر الحراق
ياسر الحراق  كاتب وناشط حقوقي كندي ولد في طنجة، المغرب. تخرج من جامعة كونكورديا بدرجة بكالوريوس العلمية في العلوم السياسية والدين.  و كذلك نال درجة الماجستير في العلاقات و الأمن الدوليين من الجامعة العسكرية الأمريكية.  لديه عشرات  المقالات و الأبحاث بالعربية و الإنجليزية في عدد من جرائد الرأي و المجالات  العلمية المحلية و الدولية.، بالإضافة إلى كتاب بعنوان: المغالطون وآخر بعنوان: الشيعفوبيا و أيرنة التشيع.  في عام 2016، انضم ياسر الحراق إلى قالمة أوكسيميتي للكتاب المتميزين إلى جانب كتاب و نشطاء مشاهير مثل نعوم تشومسكي وروبرت رايخ. و بحسب موقع أنبابليشد أوتاوا، الموقع الكندي الاجتماعي الوحيد المتخصص في الشأن العام، فإن ياسر الحراق يعد من أهم المساهمين فيه. في دراسة نشرت من قبل مركز دراسات الوحدة العربية، اعتمد الدكتور عبد اللطيف الحناشي على بحث ياسر الحراق المعنون «مراجعات السلفية الجهادية»، و ذلك في في باب الحركات الإسلامية في العالم العربي. و من وسائل الإعلام الدولية التي ترجمت أعمال الكاتب مجلة الكواستتور الإيطالية (Ilguastatore )، والتي ترجمت مقالاً له بالإنجليزية يتحدث (بحسب زعمه) لماذا رجال الدين في السعودية يصلون لأجل الجماعات المتطرفة؟ وكانت مجلة الآن المغربية وصفت في حور اجراه الصحفي عزيز الحر مع الكاتب ياسر الحراق حول التشيع في المغرب بأنه الأكثر تفصيلاً و علمية. في دراسة حول التطرف الديني، استشهد الصحافي اليساري العراقي صائب خليل بدراسة للكاتب ياسر الحراق حول الشيعفوبيا. في مقال حول الثقافة الشعبية المغربية، إعتمد الباحث محسن علي عيسى الوباري، من المركز الدولي للبحوث والدراسات، اعتمادا كبيرا على دراسة ياسر الحراق حول دور فاطمة الزهراء في الثقافة الشعبية المغربية.

## نجوم الأقليات الدينية
في عام 2013، ادرجت جريدة المساء المغربية ياسر الحراق ضمن نجوم الأقليات الدينية في المغرب على خلفية حوارها معه، و الذي دافع من خلاله عن حرية المعتقد. جريدة المساء كانت ادرجت ياسر الحراق إلى جانب ناشطين آخرين هما قاسم الغزالي و الأخ رشيد باعتبارهم الأكثر تأثيراً في موضوع الأقليات الدينية بالمغرب..

## مكافحة التطرف
يشتهر الناشط ياسر الحراق بنقده اللاذع للإسلام السياسي و حركات التطرف و التعبئة ضد رجال الدين الراديكاليين من خلال شبكة من السياسيين و الامنتين في كندا و الولايات المتحدة. و كان موقع بديل وصف نشاط ياسر الحراق من خلال موقع الأنبابليشد أوتاوا المعني بالشأن العام و الذي يحرر فيه عدد من الساسة الكنديين بأنه نوع من ممارسات اللوبي في كندا. في مقابلة مع تلفزيون فدك و مقره في لندن، اقترح ياسر الحراق أن الطريقة الوحيدة لفوز ساحق على التطرف الديني المعاصر تبدأ من خلال التنديد بأعمال العنف الشديد التي ارتكبها خلفاء المسلمين. العنف، وفقا له، لا يمكن أن ينقض في الوقت الحاضر ويمجد في الماضي. في أغسطس سنة 2015، ذكرت شوف تيفي أن الحراق قاد حملة ضد الشيخ عبد الباري الزمزمي لطرده من كندا في بداية رحلته إليها لزيارة ابنته. وقالت شوف تيفي ان الحراق نشر مقالات خطيرة تتهم الزمزمي بمعاداة السامية و التحريض على الكراهية ضد اليهود والشيعة المغاربة.و اتهمته كذلك باستغلال النظام الصحي الكندي محرجاً بذلك رئيس الوزراء ستيفن هاربر الذي دعاه إلى طرد الزمزمي من كندا.

## وصلات خارجية
- الشيعفوبيا و أيرنة التشيع
- كتاب: المغالطون

## الهامش